# Йоил Франгакос
Йоил (на гръцки: Ιωήλ) е гръцки духовник, воденски, пелски и мъгленски митрополит от 2002 година.

## Биография
Роден е в пирейското предградие Никея в 1949 година като Панайотис Франгакос (Παναγιώτης Φραγκάκος). Завършва богословие в Атинския университет. В 1975 година е хиротонисан за дякон, а в 1979 година става презвитер. Автор е на богословски трудове, предимно с химнографски характер.